# Concatedral del Dulce Nombre de Jesús (Humacao)
La Concatedral del Dulce Nombre de Jesús o simplemente Catedral de Humacao es una catedral católica situada en la plaza del pueblo en Humacao, en la isla de Puerto Rico. Junto con la Catedral Santiago Apóstol en Fajardo es la sede de la Diócesis de Fajardo-Humacao.
La primera iglesia de la parroquia del Dulce Nombre de Jesús era una simple estructura construida en 1769.  Una segunda iglesia fue construida a partir de 1825-1826. Estaba en un estado ruinoso de 1860 y la actual iglesia fue construida entre 1868 y 1877. Fue diseñada por Don Evaristo de Churruca en el estilo neogótico. El campanario se derrumbó como consecuencia de un terremoto en 1918. La iglesia fue reparada en 1928 y otra renovación tuvo lugar en la década de 1980. La iglesia del Dulce Nombre de Jesύs se convirtió en una catedral cuando el Papa Benedicto XVI estableció la Diócesis de Fajardo-Humacao el 11 de marzo de 2008. La iglesia fue incluida en el Registro Nacional de Lugares Históricos de EE. UU. en 1984, utilizando el nombre de Iglesia del Dulce Nombre de Jesús de Humacao.

## Véase también

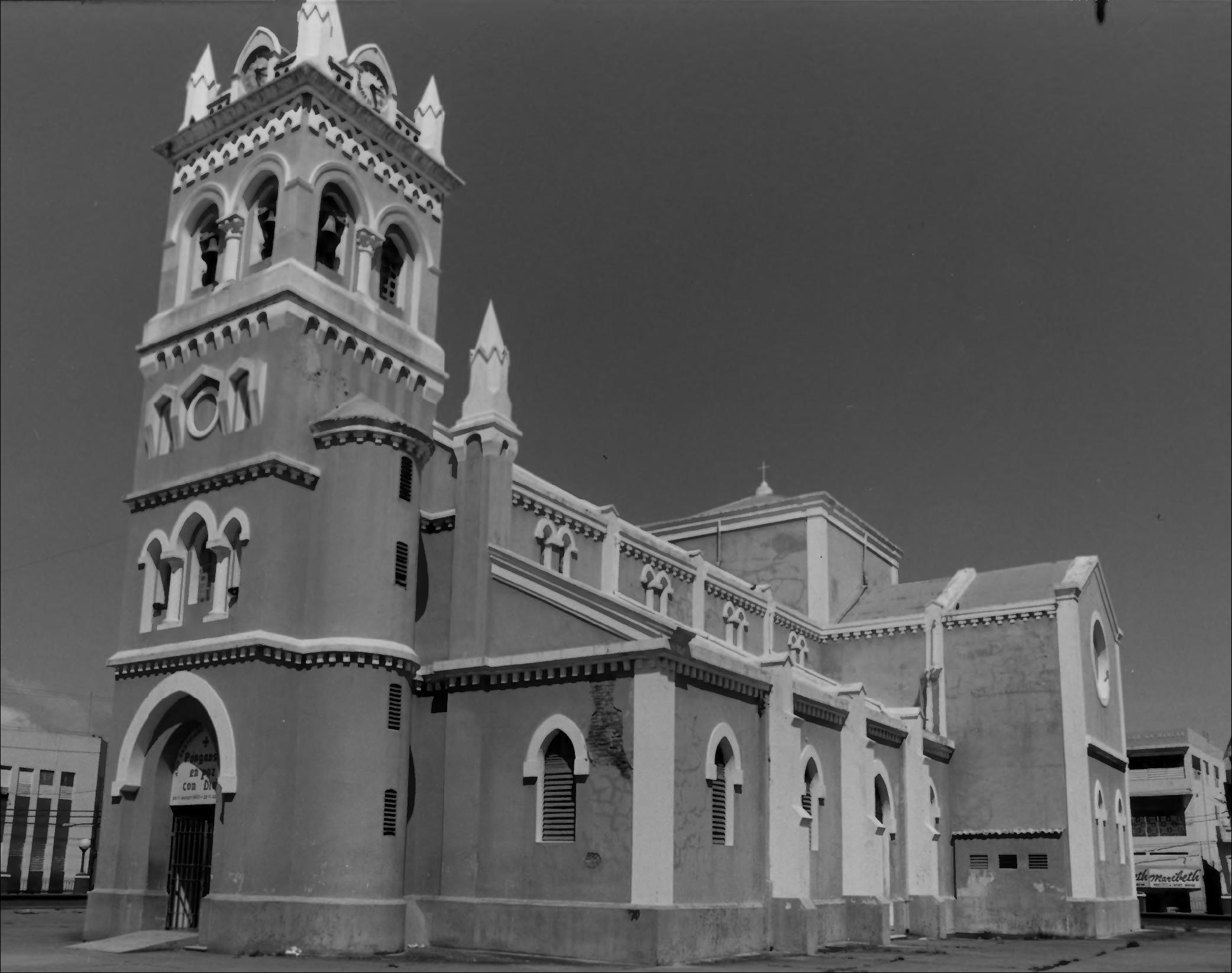
Vista del templo en 1984